# Tombe des Jongleurs

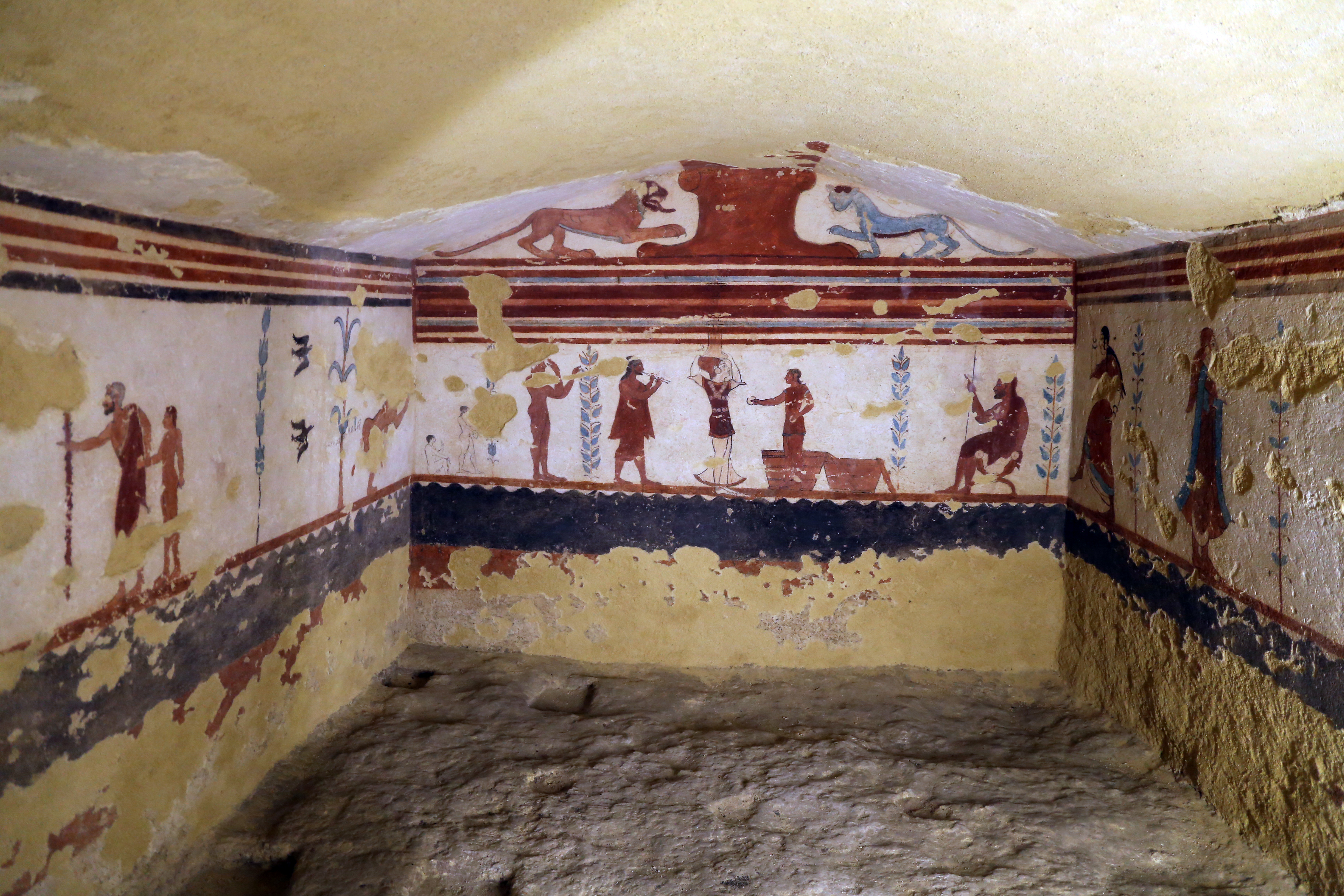
Tombe des Jongleurs, Tarquinia.

La tombe des Jongleurs (en italien tomba dei Giocoglieri) est l'une des tombes étrusques peintes de la nécropole de Monterozzi, proche de la ville de Tarquinia. 

## Histoire
Réalisée dans la deuxième moitié du VIe siècle av. J.-C., la tombe des Jongleurs de Tarquinia est une tombe étrusque découverte en 1961. 

## Description
La tombe a camera est constituée d'une petite chambre à plafond à double pente formant un pavillon. Son nom provient de scènes de jonglage de la fresque principale.
Les parois sont couvertes de fresques.
Sous le tympan une fresque représente un lion rouge et une panthère bleu azur. La scène principale se trouve sur la paroi du fond et montre un homme âgé, probablement le défunt, assis sur un escabeau regardant les jeux réalisés par des jongleurs : un acrobate qui lance des disques vers un candélabre qu'une danseuse revêtue du chitôn et d'une jupe à volant, tient en équilibre sur sa tête. Un joueur de flûte accompagne l'exhibition et un jeune homme nu en compagnie de deux enfants semble commenter le spectacle.
Sur la paroi opposée on peut voir une scène de danse dans laquelle quatre danseuses sont accompagnées d'un joueur de syrinx, ainsi qu'un homme âgé à barbe s'appuyant sur un bâton et soutenu par un jeune homme.
La décoration montre aussi la scène d'un homme accroupi en train de déféquer.